# سوفی چوداری
سوفی چوداری (به انگلیسی: Sophie Choudry) (زاده ۸ فوریه ۱۹۸۲) خواننده، بازیگر هندی است.
از فیلم‌هایی که وی در آن نقش داشته است می‌توان به ازدواج شماره ۱، آدم‌ربایی، چقدر باحال هستیم، بیا، چینتو جی، اگر، اثرات جانبی عشق و عشق، سکس و خیانت ۲ اشاره کرد.